# Aloísio Lorscheider
Aloísio Leo Arlindo Lorscheider (ur. 8 października 1924 w Estrela, zm. 23 grudnia 2007 w Porto Alegre) – brazylijski duchowny katolicki, arcybiskup Fortalezy i Aparecidy, kardynał.

## Życiorys
W lutym 1942 wstąpił do zakonu franciszkanów (OFM), odbył nowicjat w Divinopolis, a 13 marca 1946 złożył uroczyste śluby. Przyjął święcenia kapłańskie 22 sierpnia 1948 w Divinopolis. Pracował jako nauczyciel w niższym seminarium w Taguari, następnie wyjechał do Rzymu na studia uzupełniające; w latach 1950–1952 kształcił się w Papieskim Athenaeum Antonianum. Po powrocie do Brazylii pracował jako nauczyciel w szkołach zakonnych. W 1958 ponownie wyjechał do Rzymu, gdzie prowadził wykłady w Athenaeum Antonianum, pracował jako duszpasterz, a także był wizytatorem prowincji zakonu w Portugalii.
3 lutego 1962 został mianowany biskupem Santo Angelo, przyjął sakrę biskupią 20 maja 1962 z rąk arcybiskupa Porto Alegre Alfredo Vicente Scherera (późniejszego kardynała). Brał udział w obradach Soboru Watykańskiego II, a w 1971 został wybrany na przewodniczącego Konferencji Episkopatu Brazylii. Brał udział w wielu sesjach Światowego Synodu Biskupów w Watykanie, był członkiem sekretariatu generalnego Synodu. W latach 1972–1975 pełnił funkcję wiceprzewodniczącego Rady Episkopatów Latynoamerykańskich CELAM, w 1976 wybrany na przewodniczącego; uczestniczył w kolejnych konferencjach generalnych Episkopatów Latynoamerykańskich (był przewodniczącym III konferencji generalnej w Puebla, Meksyk, 1979).
W marcu 1973 został promowany na arcybiskupa Fortalezy. Papież Paweł VI wyniósł go 24 maja 1976 do godności kardynalskiej, nadając tytuł prezbitera San Pietro in Montorio. Jako kardynał Lorscheider uczestniczył w obu konklawe w 1978 oraz w sesji plenarnej Kolegium Kardynalskiego w Watykanie w listopadzie 1979. W lipcu 1995 przeszedł na stolicę arcybiskupią Aparecida; został zwolniony z obowiązków arcybiskupa w styczniu 2004 ze względu na osiągnięcie wieku emerytalnego. W październiku 2004 ukończył 80 lat i utracił prawo udziału w kolejnych konklawe.
Zmarł we wczesnych godzinach porannych 23 grudnia 2007 w szpitalu "São Francisco" w Porto Alegre w wieku 83 lat.